# استونی استنتون
استونی استنتون (به انگلیسی: Stoney Stanton) یک روستا و محله مدنی در بریتانیا است که در Blaby واقع شده‌است. استونی استنتون ۳٬۷۹۳ نفر جمعیت دارد.